# Глухов Андрій Валерійович
Глухов Андрій Валерійович (1 червня 1972) — російський академічний веслувальник.
Бронзовий призер Олімпійських Ігор 1996 року в складі вісімки, учасник 2000 року.
Бронзовий призер Чемпіонату світу 1999 року в складі вісімки.